# Bolboceras baeri
Bolboceras baeri är en skalbaggsart som beskrevs av Antoine Boucomont 1902. Bolboceras baeri ingår i släktet Bolboceras och familjen Bolboceratidae. Inga underarter finns listade.